# Georg Grozer

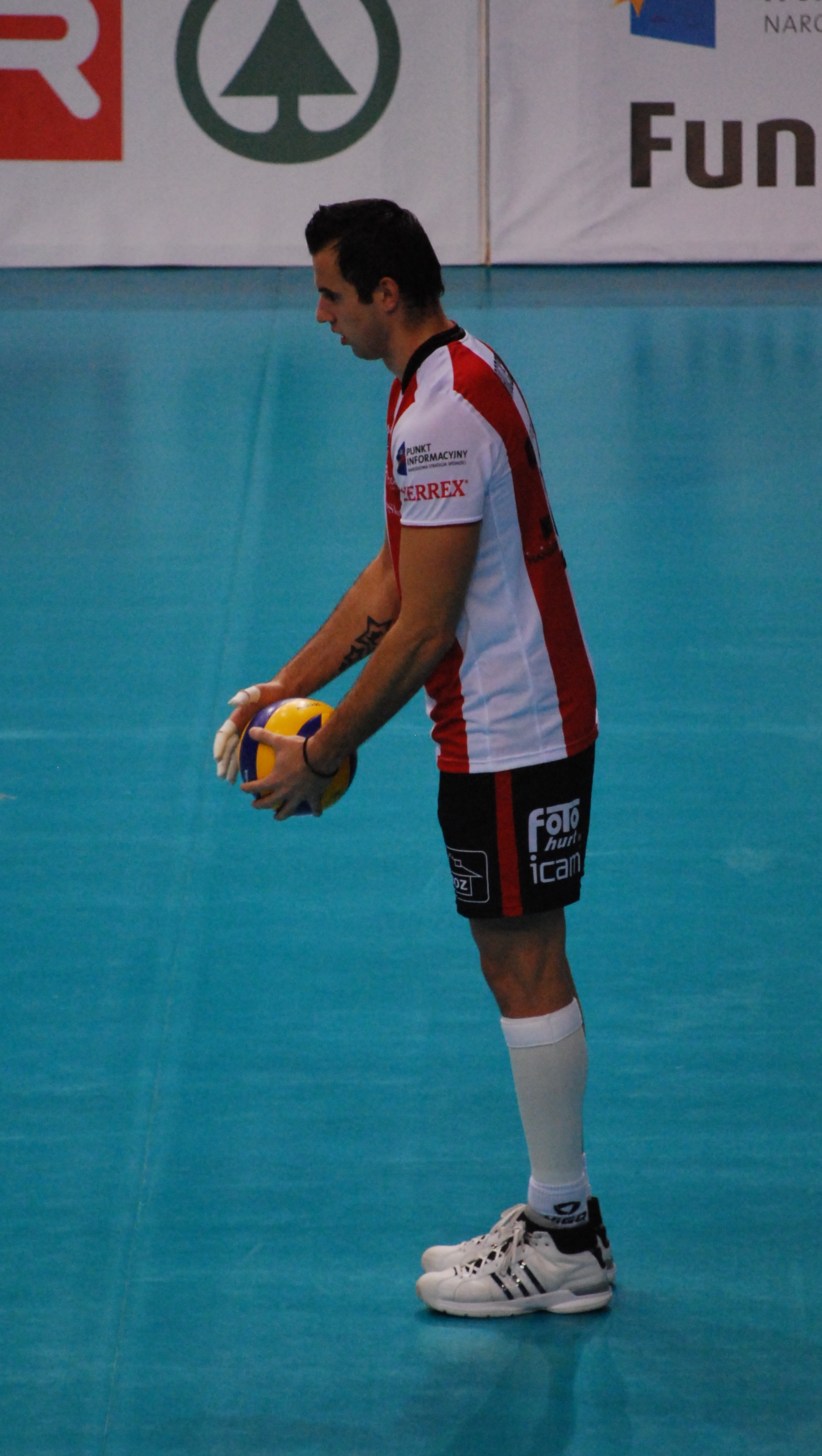
Georg Grozer przed wykonywaniem zagrywki w drużynie Asseco Resovia Rzeszów

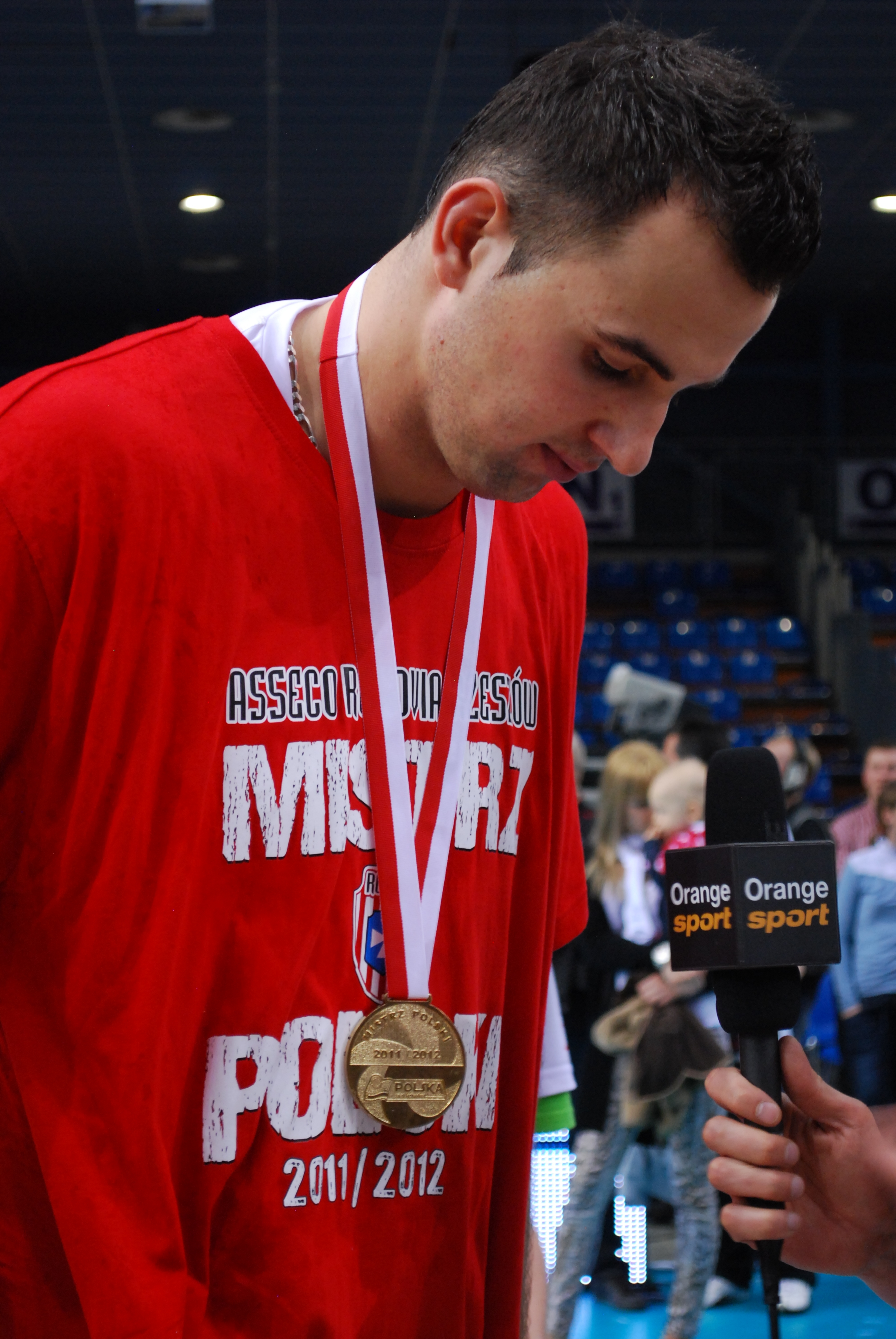
Georg Grozer Mistrzem Polski w sezonie 2011/2012

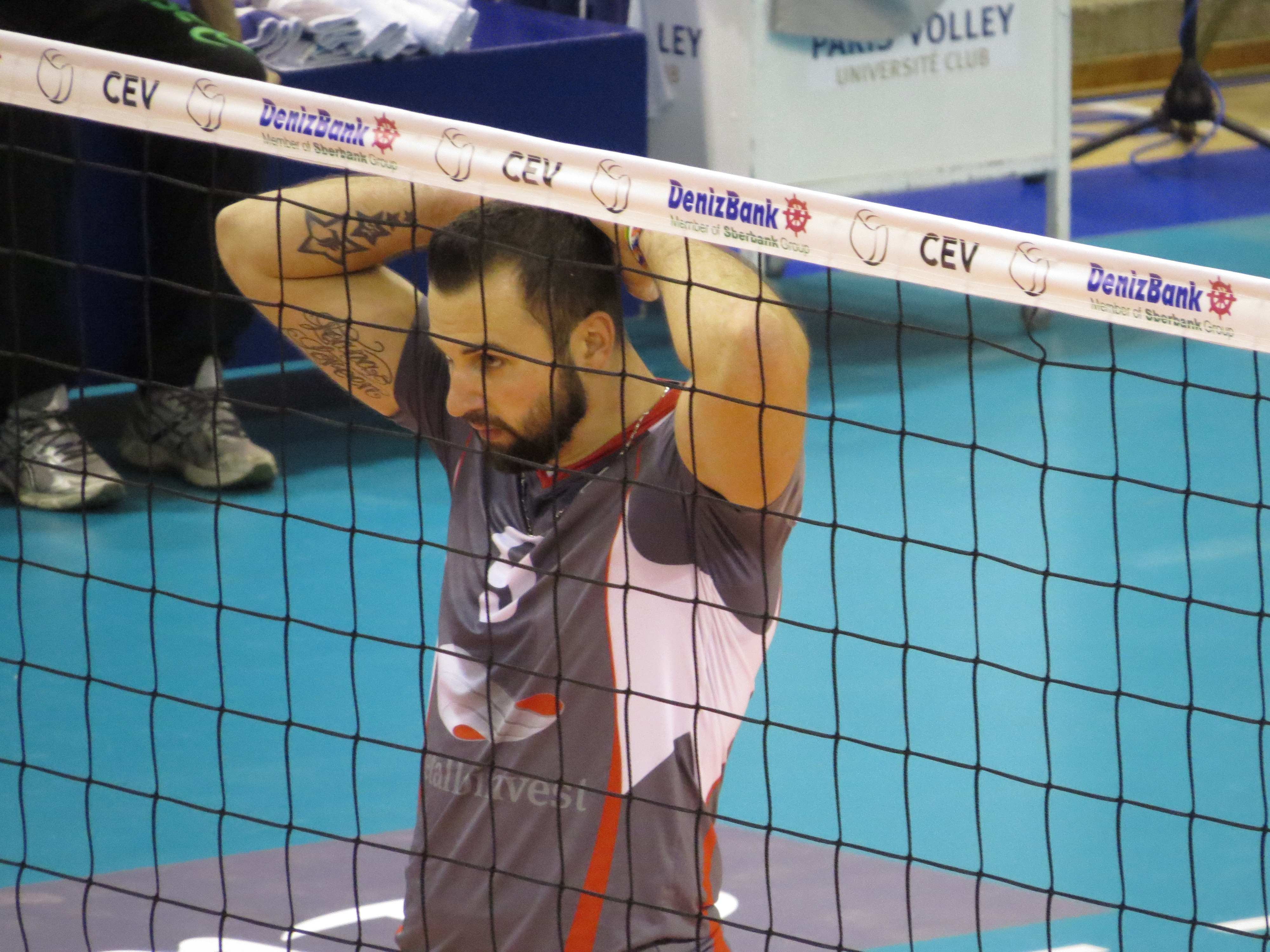
Georg Grozer zawodnikiem Biełogorja Biełgorod

Georg Grozer (węg. György Grózer) (ur. 27 listopada 1984 w Budapeszcie) – niemiecki siatkarz pochodzenia węgierskiego, reprezentant Niemiec. W 2009 znalazł się w kadrze narodowej na mistrzostwa Europy. W latach 2010–2012 występował w Asseco Resovii Rzeszów na pozycji atakującego. Był żonaty z Polką, Violettą, z którą ma dwie córki Loreen i Leanę. Leana również jest siatkarką. Jego siostra Dora i brat Tim również uprawiają siatkówkę. Od 2017 roku związany jest z czeską siatkarką, Heleną Havelkovą, której 11 października 2023 roku oświadczył się w stolicy Węgier w Budapeszcie. Na początku lipca 2024 roku siatkarska para wzięła ślub.

## Przebieg kariery
| Lata                      | Klub                       |
| ------------------------- | -------------------------- |
| 1992–1998                 | Vasas SC                   |
| 1998–2000                 | Dunaferr SC                |
| 2000–2002                 | Kométa-Kaposvár SE         |
| 2002–2008                 | Moerser SC                 |
| 2008–2008 (od 24.04.2008) | → Pallavolo Loreto (wyp.)  |
| 2008–2010                 | VfB Friedrichshafen        |
| 2010–2012                 | Asseco Resovia Rzeszów     |
| 2012–2015                 | Biełogorje Biełgorod       |
| 2015                      | El Jaish SC Ad-Dauha       |
| 2015–2016                 | Daejeon Samsung Bluefangs  |
| 2016–2017                 | Shanghai Golden Age        |
| 2017                      | Al Arabi Ad-Dauha          |
| 2017–2018 (do 15.02.2018) | Lokomotiw Nowosybirsk      |
| 2018–2018 (od 16.02.2018) | Biełogorje Biełgorod       |
| 2018–2020                 | Zenit Petersburg           |
| 2020–2021                 | Gas Sales Piacenza         |
| 2021–2023                 | Vero Volley Monza          |
| 2023–2025                 | Arkas Spor Izmir           |
| 2025–2025 (od 02.05.2025) | Aluron CMC Warta Zawiercie |

## Sukcesy klubowe
Liga węgierska:
- 2001
- 2002

Puchar Węgier:
- 2002

Liga niemiecka:
- 2009, 2010
- 2005

Liga polska:
- 2012
- 2025[13]
- 2011

Puchar CEV:
- 2022[14]
- 2012

Puchar Rosji:
- 2012, 2013

Liga rosyjska:
- 2013
- 2015
- 2014

Superpuchar Rosji:
- 2013, 2014

Liga Mistrzów:
- 2014

Klubowe Mistrzostwo Świata:
- 2014

Liga południowokoreańska:
- 2016

Liga chińska:
- 2017

Puchar Kataru:
- 2017

Klubowe Mistrzostwa Azji:
- 2017

Superpuchar Turcji:
- 2024[15]

## Sukcesy reprezentacyjne
Liga Europejska:
- 2009[16]

Mistrzostwa Świata:
- 2014

Mistrzostwa Europy:
- 2017

## Nagrody indywidualne
- 2008: Najlepszy punktujący Ligi Europejskiej
- 2009: Najlepszy blokujący Ligi Europejskiej[16]
- 2010: Najlepszy siatkarz 2010 roku w Niemczech[17]
- 2011: Najlepszy siatkarz 2011 roku w Niemczech
- 2012: MVP Plusligi w sezonie 2011/2012[18]
- 2016: Najlepszy atakujący Klubowych Mistrzostw Azji
- 2017: Najlepszy atakujący Klubowych Mistrzostw Azji
- 2017: Najlepszy atakujący Mistrzostw Europy
- 2023: Najlepszy siatkarz 2023 roku w Niemczech[19]
- 2024: MVP Superpucharu Turcji